# Wangen an der Aare
Wangen an der Aare is een gemeente en plaats in het Zwitserse kanton Bern, en maakt deel uit van het district Oberaargau.
Wangen an der Aare telt 2.156 inwoners.